# Lochmattbächli
Das Lochmattbächli ist ein 380 Meter langer linker Zufluss des Lunnerenbachs in der Gemeinde Birmensdorf im Kanton Zürich. Er entwässert ein stark bewaldetes Gebiet im zentralen Teil des Holzbirrliberg-Hügelzuges.
Der Bach trug früher den Namen Stiefelbächli und durchfloss das damals noch als Lohholz, später als Looholz bezeichnete Waldgebiet. Er entsprang damals einem Ried, das heute trockengelegt ist und landwirtschaftlich genutzt wird. Er entwässert heute unterirdisch den aus Lehm bis Ton bestehenden Untergrund des von Stauwasser betroffenen Gebiets.

## Geographie

### Verlauf
Das Lochmattbächli entspringt auf 592 m ü. M. im Waldgebiet Oberwiler Gruehalden direkt bei einem in den Wald hineinragenden Feld rund 60 Meter östlich der Kantonsgrenze zum Aargau. Der Bach fliesst nach Nordosten und unterquert nach 60 Metern einen namenlosen Waldweg. Nach weiteren 130 Metern erreicht er den Rand des Gruenhaldentobels. Das Lochmattbächli, das bis hier nur wenige Höhenmeter überwinden musste, stürzt sich nun leicht vertieft ins Tobel, wobei es zwei weitere Waldwege unterquert.
Hier erreicht der Bach die namensgebende Rodungsinsel Lochmatt, wo er schliesslich auf 532 m ü. M. von links und Westsüdwest kommend in den Oberlauf des Lunnerenbachs mündet.

## Umwelt

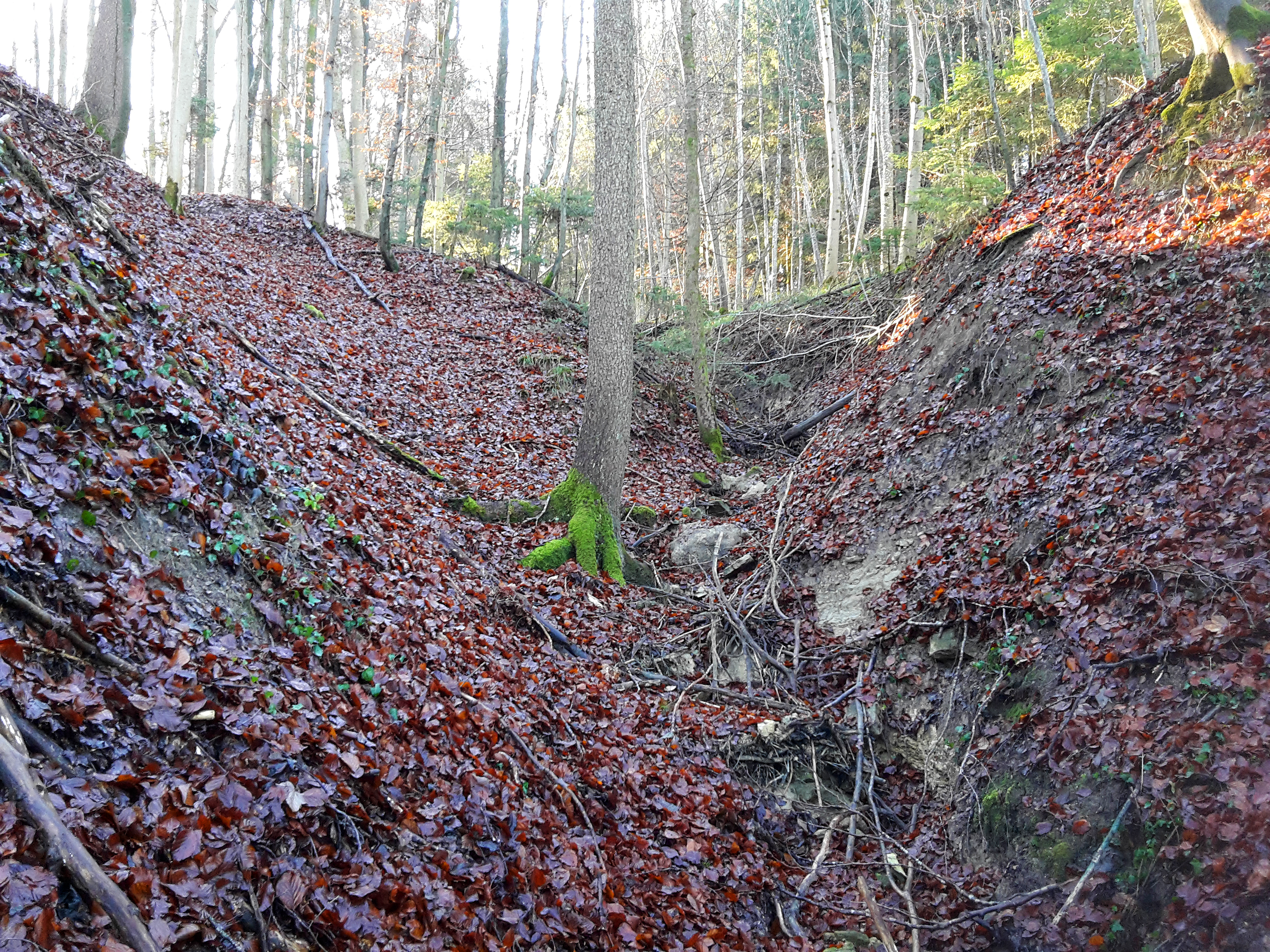
Lochmattbächli nach Trockenperiode kurz vor dem Gruenhaldentobel

Der gesamte Unterlauf des Baches ab dem Absturz ins Tobel gehört zum Naturschutzgebiet Hangriede im Gruehaldentobel, welches Trockenwiesen und Feuchtgebiete mit Streuwiesen, Seggenrieden, Hochstaudenfluren sowie Wälder auf vernässten Böden umfasst. Eine kleine Fläche an der Mündung ist zusätzlich als Hänge im Grüehaldentobel im Natur- und Landschaftsschutzinventar eingetragen. Ausserdem liegt der Unterlauf im Geologisch-geomorphologisches Objekt Bachtobel Gruenhalden.

### Flora
Im Oberlauf auf den ersten rund 140 Metern durchfliesst das Lochmattbächli Waldmeister-Buchenwald mit Lungenkraut und Wald-Ziest, danach folgt auf rund 100 Metern typischer Ahorn-Eschenwald. Es folgt typischer Lungenkraut-Buchenwald und an der Mündung wieder typischer Ahorn-Eschenwald. Die an das Lochmattbächli angrenzenden Wälder sind allesamt in Privatbesitz und liegen im Forstkreis Limmattal-Süd. Laut dem Waldentwicklungsplan des Kantons Zürich aus dem Jahre 2010 ist der Oberlauf zur Holzproduktion vorgesehen, während im Unterlauf in den Waldstandorten von naturkundlicher Bedeutung vorwiegend die biologische Vielfalt im Vordergrund steht.
Am Unterlauf wachsen am Bachlauf dichte Schlehdorn Bestände sowie Stendelwurzen, Mücken-Händelwurz, Knabenkräuter, Schachtelhalme, Wasserdost, Gilbweideriche, Gewöhnlicher Blutweiderich und Herzblätter. Ein häufig auftretender Neophyt am Bachlauf ist das Drüsige Springkraut.

### Fauna
An der Mündung kommen unter anderen die Vogelarten Gebirgsstelze und Goldammer vor.